# Buon Natale (Raffaella Carrà)
Buon Natale/Amico è il 26° singolo discografico di Raffaella Carrà, pubblicato e distribuito nel 1984 dall'etichetta discografica CGD Messaggerie Musicali S.p.A..

## Descrizione
Maxi singolo 12 pollici a 45 giri con due soli brani, uno per lato. Danilo Vaona è il produttore, arrangiatore e direttore d'orchestra del disco. Fotografia in copertina di Marinetta Saglio.

## Brani
Buon Natale: è una canzone natalizia, il cui testo porge gli auguri a varie categorie di persone, molte delle quali fanno rima con la parola "Natale". Il brano è stato, nel periodo natalizio, la quinta sigla del programma televisivo Pronto, Raffaella?. Il video è disponibile sul DVD nel cofanetto Raffica Carrà del 2007. Nel 2018 Raffaella ha inciso una nuova versione della canzone per l'album Ogni volta che è Natale.
Amico: compare anche nel singolo Amico/Tele-telefonarti.

## Tracce
Lato A
1. Buon Natale – 4:38 (testo: Daiano[3] – musica: Angelo Valsiglio)

Lato B
1. Amico – 2:51 (testo: Gianni Boncompagni, Giancarlo Magalli – musica: Danilo Vaona)